# Пошуки майбутнього
Пошуки майбутнього (англ. Quest for the Future) — науково-фантастичний роман канадського письменника Альфреда ван Вогта, вперше опублікований 1970 року.
Роман є фіксапом трьох оповідань про шкільного вчителя втягнутого в діяльність групи мандрівників у часі:
- «Film Library» (липень 1946);
- «The Search» (січень 1943);
- «Далекий Центавр» \ «Far Centaurus» (січень 1944).